# The Most Beautiful Moment in Life On Stage Tour
Il 2015 BTS Live "The Most Beautiful Moment in Life On Stage", comunemente noto come The Most Beautiful Moment in Life On Stage Tour, è il terzo tour di concerti del gruppo musicale sudcoreano BTS. La prima parte della tournée è a supporto degli EP The Most Beautiful Moment in Life, Pt. 1 e The Most Beautiful Moment in Life, Pt. 1 (entrambi 2015), mentre la seconda parte, il 2016 BTS Live "The Most Beautiful Moment in Life On Stage: Epilogue, è a supporto della raccolta The Most Beautiful Moment in Life: Young Forever (2016). Il tour è iniziato il 27 novembre 2015 in Corea del Sud e ha fatto poi tappa in Giappone, dove si è concluso il 14 agosto 2016.

## Annuncio
L'8 settembre 2015 i BTS hanno caricato su YouTube un trailer da 12 minuti intitolato The Most Beautiful Moment in Life On Stage: Prologue, a cui ha fatto seguito, il 14 settembre, un poster con tre date all'SK Olympic Handball Gymnasium in Corea del Sud. Due date alla Yokohama Arena e altrettante alla Kōbe World Memorial Hall in Giappone sono state aggiunte in seguito e sono andante esaurite, portando all'aggiunta di un terzo spettacolo al World Memorial Hall, fissato il 28 dicembre 2015. Durante il tour, i BTS hanno dovuto annullare le date del 27 e 28 dicembre a Kōbe poiché Suga e V hanno lamentato dei capogiri durante le prove, per i quali sono stati visitati ad un ospedale locale. I due concerti sono stati in seguito riprogrammati per il 22 e il 23 marzo 2016.

## Scaletta
I BTS hanno utilizzato la seguente scaletta. Durante i concerti in Giappone sono state eseguite le versioni in lingua giapponese delle canzoni, se esistenti.
1. Hold Me Tight
2. Let Me Know
3. Danger
4. No More Dream
5. N.O.
6. Converse High
7. 24/7=Heaven
8. Miss Right
9. Moving On
10. Run
11. Butterfly
12. Tomorrow
13. Hip Hop Lover
14. 2nd Grade[n 1]
15. Boyz With Fun
16. Dope
17. Intro: Skool Luv Affair
18. War of Hormone
19. Boy in Luv

Encore
1. Intro: Nevermind
2. Ma City
3. Iine Pt.2[n 2]
4. For You[n 2]
5. I Need U

1. ↑  Presente solo nella scaletta per la Corea.
2. 1 2  Presente solo nella scaletta per il Giappone.

## Date del tour
| Data             | Città    | Stato         | Luogo                         | Presenze |
| ---------------- | -------- | ------------- | ----------------------------- | -------- |
| 27 novembre 2015 | Seul     | Corea del Sud | SK Olympic Handball Gymnasium | 13.500   |
| 28 novembre 2015 | Seul     | Corea del Sud | SK Olympic Handball Gymnasium | 13.500   |
| 29 novembre 2015 | Seul     | Corea del Sud | SK Olympic Handball Gymnasium | 13.500   |
| 8 dicembre 2015  | Yokohama | Giappone      | Yokohama Arena                | 25.000   |
| 9 dicembre 2015  | Yokohama | Giappone      | Yokohama Arena                | 25.000   |
| 26 dicembre 2015 | Kōbe     | Giappone      | World Memorial Hall           | N.D.     |
| 22 marzo 2016    | Kōbe     | Giappone      | World Memorial Hall           | N.D.     |
| 23 marzo 2016    | Kōbe     | Giappone      | World Memorial Hall           | N.D.     |

## Epilogue
Il 21 marzo 2016, in seguito all'uscita della prima raccolta The Most Beautiful Moment in Life: Young Forever, i BTS hanno caricato online un trailer e un poster, annunciando un'estensione del tour che si sarebbe intitolata The Most Beautiful Moment in Life On Stage: Epilogue e li avrebbe portati ad esibirsi alla Olympic Gymnastics Arena in Corea del Sud. Il tour è iniziato il 7 maggio 2016 ed è continuato per tutta l'estate in nove città in Taiwan, Cina, Filippine e Thailandia, riunendo 144.000 spettatori totali. Durante il concerto a Pechino del 23 luglio, RM ha avuto un colpo di calore e non ha partecipato al resto della serata.

### Scaletta
I BTS hanno utilizzato la seguente scaletta a Seul il 7 maggio 2016. Potrebbe differire da quella delle altre date.
1. Run
2. Danger
3. Autumn Leaves
4. Tomorrow
5. Butterfly
6. Love Is Not Over
7. Outro: House of Cards
8. Intro: What Am I to You
9. Boy in Luv
10. Save Me
11. Fire
12. Hip Hop Lover
13. We Are Bulletproof Pt.2
14. Cypher Pt.3: Killer
15. If I Ruled the World
16. Silver Spoon
17. Dope
18. Ma City
19. Boyz With Fun
20. Attack on Bangtan
21. Intro: 2 Cool 4 Skool
22. No More Dream

Encore
1. Epilogue: Young Forever
2. Whalien 52
3. Miss Right
4. I Need U

### Date del tour
| Data           | Città    | Stato         | Luogo                          | Presenze |
| -------------- | -------- | ------------- | ------------------------------ | -------- |
| 7 maggio 2016  | Seul     | Corea del Sud | Olympic Gymnastics Arena       | 25.000   |
| 8 maggio 2016  | Seul     | Corea del Sud | Olympic Gymnastics Arena       | 25.000   |
| 9 giugno 2016  | Taipei   | Taiwan        | Hsinchuang Gymnasium           | 8.000    |
| 18 giugno 2016 | Cotai    | Macao         | Studio City Event Center       | 6.000    |
| 2 luglio 2016  | Nanchino | Cina          | Wutaishan Sports Center        | 6.000    |
| 12 luglio 2016 | Osaka    | Giappone      | Osaka-jō Hall                  | 44.000   |
| 13 luglio 2016 | Osaka    | Giappone      | Osaka-jō Hall                  | 44.000   |
| 15 luglio 2016 | Nagoya   | Giappone      | Nippon Gaishi Hall             | 44.000   |
| 16 luglio 2016 | Nagoya   | Giappone      | Nippon Gaishi Hall             | 44.000   |
| 23 luglio 2016 | Pechino  | Cina          | Capital Indoor Stadium         | 9.000    |
| 30 luglio 2016 | Pasay    | Filippine     | Mall of Asia Arena             | 20.000   |
| 6 agosto 2016  | Bangkok  | Thailandia    | Palazzetto dello sport Huamark | 20.000   |
| 13 agosto 2016 | Tokyo    | Giappone      | Yoyogi National Gymnasium      | 26.000   |
| 14 agosto 2016 | Tokyo    | Giappone      | Yoyogi National Gymnasium      | 26.000   |
| Totale         | Totale   | Totale        | Totale                         | 144.000  |

### Riconoscimenti
- Kazz Award
  - 2017 – Premio miglior concerto e fan meeting asiatico a 2016 BTS Live on Stage: Epilogue in Bangkok[19]